# غاري ألكسندر (كرة سلة)
غاري ألكسندر (بالإنجليزية: Gary Alexander)‏ مواليد 1 نوفمبر 1969 في جاكسونفيل، هو لاعب كرة سلة أمريكي معتزل. بدأ مسيرته الاحترافية في سنة 1992. يبلغ طوله 6 قدم 7 بوصة (2.0 م). اعتزل اللعب في 2006.

## المسيرة الاحترافية
لعب مع ميامي هيت في سنة 1993، ثم لعب مع كليفلاند كافالييرز في سنة 1994، ثم لعب مع ستراسبورغ أي جي في الدوري الفرنسي في موسم 1994–1995، ثم لعب مع سي بي إستوديانتس في الدوري الإسباني في سنة 1995، ثم لعب مع بشكتاش لكرة السلة في الدوري التركي في موسم 1996–1997، ثم لعب مع نادي بريوغان لكرة السلة في الدوري الإسباني في سنة 1997.

## روابط خارجية
- غاري ألكسندر على موقع إن بي أي (الإنجليزية)
- غاري ألكسندر على موقع سبورتس رفرنس (الإنجليزية)
- غاري ألكسندر على موقع الدوري الإسباني لكرة السلة (الإسبانية)
- غاري ألكسندر على موقع كرة السلة الأوروبية.كوم (الإنجليزية)
- غاري ألكسندر على موقع كلية كرة السلة في سبورتس رفرنس.كوم (الإنجليزية)
- غاري ألكسندر على موقع ريلجم (الإنجليزية)
- غاري ألكسندر على موقع بروبوليرز (الإنجليزية)
- غاري ألكسندر على موقع سبورتس رفرنس (الإنجليزية)